# Midnight, Texas
Midnight, Texas est une série télévisée américaine en 19 épisodes de 42 minutes créée par Monica Owusu-Breen, basée sur les romans du même nom de Charlaine Harris, diffusée entre le 24 juillet 2017 et le 28 décembre 2018 sur le réseau NBC et en simultané (pour la première saison) sur le réseau Global au Canada.
En France, en Belgique et en Suisse, la série est diffusée à partir du 7 novembre 2017 sur Syfy France, et au Québec, elle est disponible depuis le 12 juillet 2018 sur le Club Illico.

## Synopsis
Tiré de la saga en trois tomes. Manfred est un homme capable de communiquer avec les morts. Il décide de revenir au Texas où il va y trouver quelques habitants aux pouvoirs surnaturels : sorcière, ange, vampire, métamorphe, assassin, révérend… C'est ce qui l'attend dans une bourgade isolée du nom de Midnight.
Sexy et violent, Midnight Texas est une série horrifique, avec son lot de frissons et d'humour.

## Distribution

### Acteurs principaux
- François Arnaud (VF : Fabrice Josso) : Manfred Bernardo
- Dylan Bruce (VF : Sylvain Agaësse) : Bobo Winthrop
- Parisa Fitz-Henley (en) (VF : Fily Keita) : Fiji Cavanaugh
- Arielle Kebbel (VF : Anouck Hautbois) : Olivia Charity
- Jason Lewis (VF : Axel Kiener) : Joe Strong
- Peter Mensah (VF : Rody Benghezala) : Lemuel Bridger
- Sarah Ramos (VF : Adeline Chetail) : Creek Lovell (saison 1, invitée saison 2)
- Yul Vazquez (VF : Loïc Houdré) : Révérend Emilio Sheehan (saison 1, invité saison 2)

### Acteurs récurrents
- Joanne Camp (VF : Cathy Cerdà) : Xylda
- Kellee Stewart (en) (VF : Annie Milon) : Madonna Reed
- Bernardo Saracino (en) : Chuy Strong
- Bob Jesser : Shawn Lovell
- John-Paul Howard : Connor Lovell
- Joe Smith : Mr Snuggly
- Sean Bridgers (VF : Philippe Vincent) : Shériff Livingstone
- Nestor Carbonell : Kai Lucero (saison 2)
- Jaime Ray Newman : Patience Lucero (saison 2)
- Josh Kelly : Walker Chisum (saison 2)
- Jaime Murray : Delilah (saison 2)
- Trace Lysette : Celeste (saison 2)

## Production

### Développement
Le projet débute en octobre 2015, pour le réseau NBC en commençant le développement du projet de série basé sur les romans Midnight, Texas de Charlaine Harris, déjà à l'origine des livres True Blood.
Le 22 janvier 2016, NBC commande un épisode pilote du projet de série.
Le 13 mai 2016, le réseau NBC annonce officiellement après le visionnage du pilote, la commande du projet de série sous son titre actuel avec une commande initiale de dix épisodes, pour une diffusion lors de la saison 2016 / 2017.
Le 15 mai 2016, lors des Upfronts 2016, NBC annonce la diffusion de la série pour la mi-saison 2016-2017.
Le 14 février 2018, la chaîne annonce le renouvellement de la série pour une deuxième saison.
Le 21 décembre 2018, la série a été annulée.

### Casting
L'annonce du casting a débuté le 17 février 2016, avec l'arrivée de Dylan Bruce dans le rôle de Bobo Winthrop. Le lendemain, il est rejoint par Arielle Kebbel qui sera Olivia. Le 23 février, Sarah Ramos est annoncée dans le rôle de Creek.
Le 7 mars, François Arnaud rejoint la distribution dans le rôle de Manfred Bernardo.
Le 25 mars, Parisa Fitz-Henley (en) est annoncée dans le rôle de Fiji et Yul Vazquez dans celui d'un révérend.
Le 14 février 2018, lors du renouvellement de la série pour une seconde saison, il est annoncé que Sarah Ramos et Yul Vazquez quittent la série mais pourraient revenir en tant que récurrents ou invités. Nestor Carbonell, Jaime Ray Newman, Josh Kelly et Trace Lysette décrochent des rôles récurrents, ainsi que les invités suivants : Michael Harney, Mindy Sterling, Adam Langdon, Jasmine Cephas Jones (en), Jaime Murray et Nick Lee (en).

### Tournage
La série est tournée à Albuquerque dans l'état du Nouveau-Mexique aux États-Unis.

## Épisodes

### Première saison (2017)
1. Bienvenue à Midnight (Pilot)
2. Nuit fauve (Bad Moon Rising)
3. Lemuel déchaîné (Lemuel, Unchained)
4. La Beauté du Diable (Sexy Beast)
5. Les Fantômes du passé (Unearthed)
6. La Lumière divine (Blinded by the Light)
7. Un cœur d'ange (Angel Heart)
8. Dernière tentation à Midnight (Last Temptation of Midnight)
9. Le voile s'ouvre (Riders on the Storm)
10. L'Ultime sacrifice (The Virgin Sacrifice)

### Deuxième saison (2018)
Cette saison de neuf épisodes est diffusée depuis le 26 octobre 2018.
1. Le Cristal du désert (Head Games)
2. À mort le patriarcat (The Monster of the Week is Patriarchy)
3. L'Enfer des sorcières  (To Witch Hell and Back)
4. Une enfant très spéciale  (I Put a Spell on You
5. Histoires de famille (Drown the Sadness in Chardonnay)
6. Magie noire pour nuit blanche (No More Mr. Nice Kai)
7. Le Bal de la sorcière (Resting Witch Face)
8. La patience est une vertu (Patience Is a Virtue)
9. Patience, Texas (Yasss, Queen)

## Accueil
Le pilote a été vu par 3,57 millions de téléspectateurs américains, et 873 000 au Canada.